# Великогагин, Даниил Степанович
Князь Даниил Степанович Великогагин (ум. 1675/1676) — русский государственный и военный деятель, голова, воевода, наместник и окольничий во времена правления Михаила Фёдоровича и Алексея Михайловича.
Представитель ярославского княжеского рода Великогагиных. Единственный сын стольника и воеводы, князя Степана Ивановича Великогагина (ум. 1646). Рюрикович в XXV колене.

## Биография

### Служба Михаилу Фёдоровичу
В январе 1644 года семнадцатый стольник для ношения Государю пития во время государева стола в Грановитой палате при приёме датского королевича Вальдемара. В мае 1645 года первый воевода в Рязани для охранения от прихода крымцев и нагайцев.

#### Служба Алексею Михайловичу
В 1647-1649 годах князь Даниил Великогагин служил городовым воеводой в крепости Великие Луки. В 1651 году находился на воеводстве в Брянске. В мае 1654 года голова восьмой сотни московских дворян в походе против Речи Посполитой. В марте 1655 года пожалован в окольничие и в этом году и чине руководил Приказом хлебного сбора. В этом же году оставлен вторым в Москве для её охранения на время государева похода против Речи Посполитой. В 1656 году управлял Монастырским приказом и Приказом переносных дел. В декабре этого же года представлял Государю в Золотой царицыной палате и Грановитой палате немецкого и шведского послов. В январе 1657 года приглашён на обед к Государю, в феврале назначен товарищем (заместителем) полкового воеводы, князя Ивана Петровича Пронского, в Полоцке. Однако Д. С. Великогагин заместничал "у сказки бил челом, что ему «с князем Пронским быть невместно». Царь Алексей Михайлович приказал князя Данилу Степановича Великогагина на три дня посадить в темницу, а затем выдать его головой на двор боярина князя Ивана Петровича Пронского. После его этого князь Д. С. Великогагин был назначен «осадным воеводою» в Полоцке. В августе 1659 года определён первым судьёю в Пушкарский приказ. В 1660 году, на именины царевны Марфы Алексеевны и богомольном походе в Троице-Сергиев монастырь приглашался к государеву столу.
В мае 1661 года князь Даниил Великогагин вновь послан первым воеводой в Полоцк, а по возвращении, по указу царя провожал кресты из Новодевичьего монастыря в Успенский собор, представлял царю Алексею Михайловичу послов германского императора Фердинанда Габсбурга — «дона Алегрета Алегретуса, Ягана Детернга фон Лорбаха и дона Франциска Холодора кавалера», он же объявлял их дары. В мае 1662 года представлял царю тех же послов при их отпуске из Москвы, в апреле оставлен вторым в столице для её охранения на время богомольного царского похода в Николо-Угрешский монастырь и в сёла Остров и Коломенское.
В марте 1663 года царь Алексей Михайлович отправил князя Д. С. Великогагина с титулом наместника галицкого в Левобережную Украину для присутствия на Генеральной казацкой Раде при избрании нового украинского гетмана. В июне этого же года к нему прибывает князь Никита Григорьевич Гагарин с милостивым государевым словом. В феврале 1664 года упомянут галичским наместником и после проведения Генеральной казацкой Рада (см. ниже), по указу направлен полковым воеводой в Севск, куда прибыл стольник, князь Гагарин с "милостивым царским словом".
В этом же году участвовал в крестном ходе и вновь оставлен для охраны столицы, на время государева похода в Троице-Сергиев монастырь. В 1664-1666 годах первый судья в Разбойном приказе.
В 1666-1669 годах князь Даниил Степанович Великогагин служил воеводой в Пскове. В это время были учреждены почтовые сношения между Псковом и Ригой и между Псковом и Москвой. С частных лиц брались «ямские деньги» за провоз писем, денег и посылок. Опасения, что иноземцы не сразу подчинятся новым порядкам, побудило царя сделать следующее распоряжение: «А что иноземцы в Пскове для торговых промыслов живут, и от себя им как своих, так и наемных гонцов не посылать, и никого в Москву и Ригу не нанимать и с проезжими людьми под заповедью не посылать же, и сказать им с большим подкреплением».
В 1671 году обедал с Государём у патриарха. В 1672-1674 годах князь Д. С. Великогагин находился на воеводстве в Киеве, откуда в начале 1675 года вернулся в Москву.
Скончался в 1675/1676 году.

### Проведение Генеральной казацкой Рады
Основная статья: Чёрная рада
17 июня 1663 года под Нежином началась Генеральная Рада, куда прибыли епископ Мефодий, главные претенденты Я.Сомко и И. Брюховецкий, все полковники и старшины, простые казаки и мещане. Для предупреждения возможных беспорядков всем старшинам и рядовым казакам было приказано прибыть на Раду без оружия. Посреди площади поставили стол, рядом с ним — кресло для князя, а ниже площади, где происходила Рада, была разбита «царская черного цвета палатка», за которой рядами вооруженные московские ратники. Ударили в котлы (барабан), и казацкие полки начали собираться в Казачий круг, но, вопреки приказу московского вельможи, с пушками и оружием в руках. Данила Великогагин напомнил о своём приказе насчёт оружия, и старшина, сняв оружие, отдала его своим слугам. Когда казаки собрались в круг, из царской палатки вышел князь и стал читать «верющую грамоту». Выслушав до конца грамоту, полковники, старшины и все полки «ударили челом за государево жалованье и милостивое слово». После этого князь стал читать речь, но полковники, сотники, атаманы, есаулы, казаки и чернь, поддерживавшие И. Брюховецкого, не дослушав до конца речь, стали провозглашать гетманом Ивана Брюховецкого и, по своему обыкновению, стали подбрасывать вверх шапки. То же самое сделали полковники и казаки из лагеря Якима Сомко. Его конница с бунчуком, литаврами и знаменами, за ней пехота Сомко вскочили в ряды казаков, сторонников И. Брюховецкого, и все вместе произвели замешательство на Раде. Произошел бой, во время которого окольничий князь Д. С. Великогагин «с товарыщи» был сбит со своего места, многие его спутники были ранены, а некоторые убиты. После скоротечного боя Рада была «разорвана», и казаки разошлись по своим обозам. На другой день Великогагин отправил майора Непейцына к Ивану Брюховецкому и Якиму Сомко с приказом, чтобы вновь прибыли на Раду, а своим воинам приказали прибыть на Раду без ружей, ссор не заводить и убийств не чинить. Вскоре в царский шатер к Великогагину прибыл Яким Сомко с пятью полковниками и объявил, что сотники, атаманы, есаулы и казаки из его полков и «чернь», бывшая при них, перешли на сторону И. Брюховецкого и хотели его умертвить вместе с его сторонниками-полковниками. Князь Д. Великогагин приказал немедленно отправить Я. Сомко и его старшин в город Нежин под охрану воеводы М. Дмитриева. Затем Данила Великогагин отправил майора Непейцына к Ивану Брюховецкому, приглашая его прибыть на Раду. Брюховецкий прибыл вместе с 40 тысячами своих сторонников. На Раде вновь зачитали «верющую грамоту», князь опять сказал речь, после чего начались выборы гетмана. Новым гетманом единогласно был избран Иван Брюховецкий. 18 июня в соборной церкви Нежина был отслужен молебен с многолетием о здравии государя, а после молебна новый гетман принес присягу на верность царю Алексею Михайловичу и получил от князя Д. С. Великогагина грамоты на гетманство, на булаву и на гадячское староство. Вскоре после этого князь Даниил Великогагин был отозван в Москву, не успев договориться с гетманом Иваном Брюховецким об условии нахождения в Малороссии русских гарнизонов. С царскими грамотами и милостивым словом к епископу Мефодию, к новому гетману и ко всему Войску Запорожскому были посланы дьяки Д. Башмаров и Е. Фролов. Гетман Иван Брюховецкий и старшины в беседах с ними оспаривали правильность записанного князем Великогагиным в статейном списке постановления относительно количества хлебных запасов, предназначенных московским ратным людям, а также относительно жилых деревень, якобы обещанных на прокормление воеводам, и мельниц, обещанных воеводам и начальным людям. Они докладывали, что с князем Д. С. Великогагиным у них была лишь устная договоренность, поэтому они не могут подписывать договор, о котором им говорят дьяки.

#### Землевладения
Ещё в 1614 году Даниил Великогагин владел «вотчинными деревнишками в разных городах 285 дворов крестьянских, а поместья не было ни одной чети». В июле 1652 годах он подал об отпуске его в «деревнишки» из-за пожара. «Московские дворишки сгорели, — писал он в своей челобитной, — И у меня и у племянников моих рухлядишка пригорела ж без остатку, а аз, холоп твой, на пожарище лежу болен».
Князь Данила Степанович Великогагин был человеком богомольным, сохранились его челобитные об отпуске его «по обещанию» в Троице-Сергиев, Никитский, Переяславский и Пафнутьев Боровский монастыри.

## Семья
Жена Татьяна Михайловна, от брака с которой имели детей:
- Князь Великогагин Юрий Данилович (ум. после 1676) — стряпчий (1672), стольник (1676), дневал и ночевал у гроба царя Фёдора Алексеевича в Архангельском соборе (1682), московский помещик, женат на княжне Анне Ивановне Пожарской, дочери  Ивана Дмитриевича и внучке национального героя Дмитрия Михайловича Пожарского.
- Князь Великогагин Иван Данилович (ум. 1700) — комнатный стольник (1676), участвовал в Азовском походе (1696), дневал и ночевал у гроба царя Фёдора Алексеевича (1682), прислан из Троице-Сергиева монастыря от царя Петра I к царю Ивану V с прошением прислать в монастырь выборных стрельцов (1689), женат на Прасковье Петровне Вердеревской (ум. 1691). Погиб в битве под Нарвой.
- Княжна Анна Даниловна — жена князя Фёдора Юрьевича Барятинского.

История села Березки (Сергиевское), которым владел он и его потомки 70 лет, гласит, что село он получил от свекра по имени Проестев, Степан Матвеевич.

## Критика
Л.М. Савёлов, П.Н. Петров и П.В. Долгоруков указывают дату смерти — 1671 год, что вероятно неправильно, т.к. сохранились документы с его службами в позднее время и приведённые выше.